# 11α-羟孕酮
11α-羟孕酮（英語：11α-Hydroxyprogesterone，缩写 11α-OHP，或称为11α-羟基孕甾-4-烯-3,20-二酮，11α-hydroxypregn-4-ene-3,20-dione）是一种内源性甾体和孕酮的代谢产物，是一种弱的抗雄激素，缺乏雄激素、雌激素和孕激素活性。
11α-OHP也是可的松与氢化可的松化学合成的前体物质 。